# Ksar Maâned
Ksar Maâned ou Ksar M'Aned est un ksar de Tunisie situé dans le gouvernorat de Tataouine.

## Localisation
Le ksar de type défensif se situe sur une éminence rocheuse, dans un bassin entouré d'éperons.
Les marabouts de Haj Salem et Sidi Mbarek ainsi que des habitats troglodytiques sont situés à proximité.

## Histoire
La fondation du ksar est datée de 1478 selon Kamel Laroussi.
Le 21 janvier 2021, un arrêté en fait un monument classé.

## Aménagement
Le ksar de forme rectangulaire (40 mètres sur 35) compte environ 90 ghorfas réparties sur deux à trois étages, avec des traces d'un quatrième étage.
Le complexe est dans un état de dégradation avancée.